# Cesare Orsini
Cesare Orsini est un poète macaronique italien, un des meilleurs après Folengo.

## Biographie
Cesare Orsini naquit à Ponzano in Val di Magra, dans la république de Gênes, vers la fin du XVIe siècle, remplit pendant assez longtemps la place de secrétaire du cardinal Bevilacqua, et publia à Venise un volume d’épîtres et d’idylles, et un autre de mélanges poétiques. Le père Angelico Aprosio parle de lui avec éloge dans sa Visiera alzata.
Ses macaronées furent imprimées d’abord à Padoue en 1636. Il dit, dans l’introduction, que les muses n’ayant pas voulu le recevoir sur le Parnasse, il s’en alla au pays de Cocagne, vers la cour de Bacchus, où il fut accueilli de la manière la plus amicale par les muses macaroniques qui lui donnèrent le nom de magister Stopinus.
Son ouvrage contient les huit divisions suivantes : « de Malitiis putanarum ; « — « de Arte robandi ; » — « de Laudibus ignorantiæ ; » — « de Laudibus pazziæ ; » — « de Laudibus boziæ ; » — « de Laudibus ambitionis ; » — « Gattam Rosam a milite interfectam deplorat ; « — « Lamentatio de Podagra et Chiragra ; » — « Contentio trium poetarum ; » — « Epigrammata ; » — « Liber elegiarum. »
Dans un petit article sur Stopinus, inséré au Bulletin du Bibliophile, de Techener, année 1842, p. 232, on dit qu’on est surpris de voir l’œuvre de ce poète muni des approbations et privilèges de l’inquisition, du sénat, du délégué de l’archevêque. « Quelques hémistiches, ajoute l’auteur, ont cependant été laissés en blanc, quelques mots sont remplacés par des points. Mauvaise méthode ; car l’imagination du lecteur complète les phrases mutilées d’une façon plus hardie et plus libre que ne l’aurait fait l’auteur. »
« Si Folengo, dit Nodier dans son article sur le langue macaronique, est l’Homère de ce genre de poésie, César Ursinus en fut, plus de cent ans après, le Virgile. Ce fut un des esprits les plus brillants et les plus excentriques du XVIIe siècle. »